# Без изход (2001)
Без изход (на английски: No Way Out) е третото годишно pay-per-view събитие от поредицата Без изход, продуцирано от Световната федерация по кеч (WWF). Събитието се провежда на 25 февруари 2001 г. в Парадайс, Невада.

## Обща информация
На карда на събитието са насрочени седем мача. Скалата побеждава Кърт Енгъл в стандартен двубой за Титлата на WWF, въпреки намесата на Грамадата. Другото главно събитие е двубой с три туша, в който Трите Хикса побеждава Стив Остин с две към едно.

## Резултати
| №                                         | Резултати | Правила                                                      | Време |
| ----------------------------------------- | --- | ------------------------------------------------------------ | ----- |
| 1                                         | Грамадата побеждава Гарвана (ш)                                                                                  | Хардкор мач за Хардкор титлата на WWF                        | 4:20  |
| 2                                         | Крис Джерико (ш) поб. Крис Беноа, Еди Гереро и Екс Пак                                                           | Фатална четворка за Интерконтиненталната титла на WWF        | 12:17 |
| 3                                         | Стефани Макмеън–Хелмсли поб. Триш Стратъс                                                                        | Индивидуален мач                                             | 8:29  |
| 4                                         | Трите Хикса поб. Ледения Стив Остин 2–1                                                                          | Мач два от три туша                                          | 39:26 |
| 5                                         | Стивън Ричардс (с Айвъри) поб. Джери Лоулър (с Котката)                                                          | Индивидуален мач                                             | 5:32  |
| 6                                         | Дъдли бойз (Бъба Рей Дъдли и Дивон Дъдли) (ш) поб. Братята на разрушението (Гробаря и Кейн) и Острието и Крисчън | Мач Тройна заплаха с маси за Световните отборни титли на WWF | 12:04 |
| 7                                         | Скалата поб. Кърт Енгъл (ш)                                                                                      | Индивидуален мач за Титлата на WWF                           | 16:53 |
| - (ш) – указва шампиона/шампионите в мача | |                                                              |       |